# Harvest Moon: Friends of Mineral Town
Harvest Moon: Friends of Mineral Town is een computerspel ontwikkeld door Marvelous Interactive en uitgegeven door Natsume voor de Game Boy Advance. Het levenssimulatiespel is uitgekomen in Japan op 18 april 2003, in de VS op 17 november 2003 en in Europa op 26 maart 2004.

## Spel
In het spel is men een boer die winst moet zien te maken met het verbouwen van gewassen en de veeteelt. Friends of Mineral Town is het eerste Game Boy Advance-spel in de serie en is een remake van het eerdere spel Harvest Moon: Back to Nature.

## Ontvangst
Friends of Mineral Town ontving positieve recensies. Men prees het grafische gedeelte, de dag en nacht cycli, en het introduceren van vernieuwende elementen.
Op aggregatiewebsite Metacritic heeft het spel een verzamelde score van 81%.

## Trivia
- Het spel is opgenomen in het boek 1001 Video Games You Must Play Before You Die van Tony Mott.

## Story of Seasons: Friends of Mineral Town
Een 3D-remake voor de Nintendo Switch, getiteld Story of Seasons: Friends of Mineral Town, werd in oktober 2019 in Japan uitgebracht en in juli 2020 wereldwijd door Xseed Games.
De speler keert na jaren terug naar Mineraaldorp om de boerderij van grootvader weer te herstellen. Men moet opnieuw zorgen voor de gewassen en het vee, terwijl daar het eigen levensverhaal zich afspeelt.